# Urszula Bielczyk
Urszula Bielczyk (2 de junio de 1966) es una micóloga, botánica, curadora, profesora, geobotánica, y taxónoma polaca- rusa.
Desarrolla actividades académicas y científicas en la Facultad de Biología, Universidad pedagógica de Gdansk, investigando floras de algunos entornos, florística y fitogeografía (estudio de geografía de la vegetación) en unidades geográficas con bases históricas en área terrestre ocupadas por especies, géneros ... en entornos de fanerógamas, hongos y líquenes seleccionados.

## Algunas publicaciones
- urszula Bielczyk, zuzana Kyselova. 2010. Lišajníky (Musgos). Tatry : píoda. Praga : Baset, p. 319-338

- ---------------------, stanisław Cieliński. 2009 80. rocznica urodzin dr Janiny Zielińskiej. Wiadomoci Botaniczne 3/4: 19-21

- ---------------------, robert Kocielniak. 2009. Lichenologiczne walory Karpat. Roczniki Bieszczadzkie 17: 59-77

- ---------------------, ryszard Kozik. 2009. Porosty Magurskiego Parku Narodowego. Krempna : Magurski Park Narodowy ; Kraków : Uniwersytet Jagielloński, p. 89-94

- ---------------------, monika jędrzejczyk-Korycińska. 2009. Lichens of abandoned zink-lead mines. Acta Mycologica 44 (2): 139-149

- ---------------------, laura Betleja. 2003. The lichens of the "Bór na Czerwonem" raised peat-bog in the Orawa-Nowy Targ Basin (Southern Poland). Polish Botanical J. 1: 69-75

- ---------------------, józef Kiszka. 2002. Absconditella celata (Sictidaceae) : a lichen species new to Poland. Polish Botanical J. 1: 70-71.

### Libros
- urszula Bielczyk. 2004. Checklist of Lichens of the Western Carpathians, v. 1 de Biodiversity of the Carpathians. Contribuyó el Instytut Botaniki im. W. Szafera. Ed. W. Szafer Institute of Botany, Polish Academy of Sci. 181 p. ISBN 8389648121, ISBN 9788389648129

- ---------------------. 2003. The lichens and allied fungi of the Polish Carpathians: an annotated checklist, v. 1 of Biodiversity of the Polish Carpathians. Ed. Polish Academy of Sci. W. Szafer Institute of Botany, 342 p.

- ---------------------. 1993. Atlas Rozmieszczenia Geograficznego Porostów W Polsce. Parte 2 de Atlas of the Geographical Distribution of Lichens in Poland. Ed. Instytut Botaniki im. W. Szafera & Stanisław Cieśliński, Wiesław Fałtynowicz. 66 p. ISBN 8385444246, ISBN 9788385444244

- ---------------------. 1986. Zbiorowiska porostów epifitycznych w Beskidach Zachodnich, v. 30-31 de Fragmenta Floristica et Geobotanica, ISSN 0015-931X Ed. Państwowe wydawnictwo naukowe, 89 p. ISBN 8301068965, ISBN 9788301068967

### Capítulos de libros
- Atlas "Ostoje roślinne w Polsce. Important Plant Areas". Autores: Zbigniew Mirek, Wojciech Paul, Łukasz Wilk, Urszula Bielczyk, Grzegorz Cierlik, Wiesław Król. Małgorzata Makomaska-Juchiewicz, Wojciech Mróz, Joanna Perzanowska-Sucharska, Halina Piękoś-Mirkowa, Kaj Romeyko-Hurko, Michał Ronikier, Stanisław Tworek. Ed. IB PAN w Krakowie.[6]

### Filmes documentales
- 2004: POROSTY Film przedstawia porosty sprzed około 400 milionów lat. Powstały ze ścisłego związku dwóch zupełnie różnych organizmów jednokomórkowych: glonów i grzybów, głównie z gromady workowców. W ten sposób został utworzony niepowtarzalny w przyrodzie rodzaj symbiozy (la película muestra un liquen de unos 400 millones de años: a resultas de una estrecha relación de dos organismos completamente diferentes unicelulares: algas y hongos, sobre todo de la clase de ascomicetes. De esta manera, se ha creado una especie de simbiosis única en la naturaleza.[7]

## Honores
- Supervisora de tesis.[8]

- La abreviatura «Bielczyk» se emplea para indicar a Urszula Bielczyk como autoridad en la descripción y clasificación científica de los vegetales.[9]